# Gina Alice Stiebitz
Gina Alice Stiebitz (Berlim, 17 de outubro de 1997) é uma atriz alemã. Ela é mais conhecida por interpretar Franziska Doppler na série de ficção científica Dark, da Netflix.

## Biografia
Stiebitz começou sua carreira de atriz em 2010 com um papel no filme Womb, de Benedek Fliegauf, e na série televisiva Wie erziehe ich meine Eltern?. No ano seguinte, ela interpretou Juliane Noak na série In aller Freundschaft. Em 2016, Stiebitz apareceu nos programas Familie Dr. Kleist e Großstadtrevier. Ela ganhou reconhecimento internacional em 2017 ao interpretar Franziska Doppler, uma adolescente rebelde que quer fugir da cidade onde mora, na série Dark, da Netflix. Stiebitz reprisou o papel na segunda e na terceira temporada da série.

## Filmografia
| Ano       | Título                                   | Papel                        | Notas |
| --------- | ---------------------------------------- | ---------------------------- | ----- |
| 2010—2011 | Wie erziehe ich meine Eltern?            | Konstanze "Konny" Mittenzwey |       |
| 2011      | In aller Freundschaft                    | Juliane Noak                 |       |
| 2016      | Familie Dr. Kleist                       |                              |       |
| 2016      | Alles Klara                              |                              |       |
| 2017–2020 | Dark                                     | Franziska Doppler            |       |
| 2017      | Großstadtrevier                          |                              |       |
| 2017      | In aller Freundschaft – Die jungen Ärzte | Juliane Noak                 |       |
| 2018      | Neben der Spur                           | Leonie Mommsen               |       |
| 2019      | Wir sind jetzt                           | Julia                        |       |
| 2019      | The Old Fox                              |                              |       |

| Ano  | Título                 | Papel | Notas     |
| ---- | ---------------------- | ----- | --------- |
| 2011 | Womb                   | Dima  |           |
| 2014 | Ich will dich          | Lilly | Telefilme |
| 2017 | Wir schaffen das schon |       |           |
| 2017 | Ich Ich Ich            |       |           |